# Ksawery Wołłowicz
Ksawery Wołłowicz herbu Bogoria (ur. ok. 1820 na Wileńszczyźnie, zm. w 1873 w Stanisławowie)  – polski aktor, śpiewak i dyrektor teatrów prowincjonalnych w Galicji.

## Życiorys
Był wnukiem Franciszka Ksawerego Wołłowicza i Elżbiety Skarbek-Ważyńskiej. Żonaty z aktorką Rozalią ze Śliwińskich, miał jedna córkę – Ludwikę – także aktorkę.
Grał od 1860 roku w teatrach prowincjonalnych: Jana Hannsa w Druskiennikach, Suwałkach, Grodnie. Następnie w zespole teatru wileńskiego występował w Kownie, i w Brześciu Litewskim.
Walczył w powstaniu styczniowym w oddziale kosynierów Marcelego Nenckiego.
Po upadku powstania styczniowego uciekł do Galicji. W roku 1866 grał w Jaśle w teatrze Józefa Bendy, gdzie poznał aktorkę Rozalię Śliwińską, z którą w roku 1869 wziął ślub. Następnie oboje grali w teatrach Lucjana Eisenbach-Ortyńskiego, Piotra Woźniakowskiego i Gustawa Zimajera.
Od roku 1870 prowadził z żoną własny teatr w Galicji. Występowali m.in. w Dolinie, Rohatynie, Żurawnie, Kałuszu, Drohobyczu, Samborze, Lesku, Jaśle, Przemyślu, Tarnowie. Od marca 1872 prowadził wspólnie z Astolfem Grafczyńskim teatr w Rzeszowie i Stanisławowie, gdzie w roku 1873 nagle zmarł. Jego żona grywała nadal, m.in. we Lwowie, tatrze krakowskim i na prowincji.
Tak o nim pisał Edward Webersfeld:
Typ szlachcica o szerokiej naturze. Pełnego pańskiej fantazji i zachcianek. Nie kwalifikował się ze swego usposobienia do zawodu aktorskiego, umiał jednak poddać się nieuniknionej konieczności i należał do bardzo wydatnych sił aktorskich. Specjalnością jego były typy szlacheckie, traktowane z rozmachem. Księcia Radziwiłła w „Panie kochanku” grał wybornie i mógł iść o lepsze z najdoskonalszymi przedstawieniami tej roli, tj. Wincentym Rapackim i Marcelim Zboińskim. Grywał wyłącznie kilka swych ulubionych ról jak: Radziwiłła w „Panie kochanku”, Wojewodę w „Mazepie”, Karola w „Zbójcach” itp.
U Wołłowicza debiutowali m.in.: Stanuchowski, Wisłocki, Ludwika Grafczyńska (żona Astolfa) i Michalina Solska (pierwsza żona Ludwika Solskiego).